# Петровское (Талицкое сельское поселение)
Петровское — село в Кирилловском районе Вологодской области.
Входит в состав Талицкого сельского поселения, с точки зрения административно-территориального деления — в Талицкий сельсовет.
Расстояние по автодороге до районного центра Кириллова — 69 км, до центра муниципального образования Талиц — 4 км. Ближайшие населённые пункты — Рудаково, Бардуха, Зеленик, Леониха, Черницыно, Трунино, Демидово, Деницыно.
По переписи 2002 года население — 100 человек (49 мужчин, 51 женщина). Преобладающая национальность — русские (99 %).